# Акадски равнини и хълмове
Акадските равнини и хълмове (на английски: Acadian Plains and Hills) са равнина в североизточната част на Съединените американски щати, част от Равнините на смесените гори в Източните умерени гори.
Областта заема основната, източна част на щата Мейн. Растителността е предимно гориста, главно от смърч и ела в низините с участъци от явор, бук и бреза по хълмовете, с множество ледникови езера. На запад се издига в Североизточните възвишения, а на югозапад продължава в по-гъстонаселената Североизточна крайбрежна зона.